# مؤسسة ابن طفيل للدراسات العربية
مؤسسة ابن طفيل للدراسات العربية (بالإسبانية: Fundación Ibn Tufayl de Estudios Árabes)‏ هي مؤسسة ثقافية تأسست في مدينة ألمرية الإسبانية في 7 يوليو 2003. تهدف إلى تشجيع المشاريع البحثية المتعلقة باللغة العربية وآدابها وتاريخ العالم العربي والتاريخ الأندلسي.

## وصلات خارجية
- الموقع الرسمي (بالإسبانية)